# ダニエル・シュタイナー (俳優)
ダニエル・シュタイナー（Daniel Steiner、1973年 - ）は、オーストリアの俳優。

## 出演作品
- クラバート 闇の魔法学校
- グランド・ブダペスト・ホテル